# Nusa Laut jezik
Nusa Laut jezik (ISO 639-3: nul), gotovo izumrli jezik koji se govorio na otocima Lease i Nusa Laut u Molucima, Indonezija; u suvrmeno vrijeme oko 10 osoba starije dobi u selu Titawai. Klasificira se u centralnomolučke jezike, podskupina elpaputi, austronezijska porodica.
Leksički mu je najbliži saparua [spr], 69%. Podskupinu elpaputi čini s jezicima amahai [amq] i elpaputih [elp].

## Vanjske poveznice
- Ethnologue (14th)
- Ethnologue (15th)